# Live at Hammersmith Odeon (Black Sabbath)
Live at Hammersmith Odeon es el sexto álbum en vivo de archivo de la banda británica de heavy metal Black Sabbath editado en 2007.
El CD consta de tomas grabadas durante la primera época de Ronnie James Dio con la banda, durante tres conciertos entre el 31 de diciembre de 1981, y el 2 de enero de 1982, en el marco del Mob Rules Tour.

## Lista de canciones
1. "E5150" - 1:20
2. "Neon Knights" - 4:40
3. "N.I.B." - 5:17
4. "Children of the Sea" - 6:10
5. "Country Girl" - 3:54
6. "Black Sabbath" - 8:26
7. "War Pigs" - 7:41
8. "Slipping Away" - 3:20
9. "Iron Man" - 7:07
10. "The Mob Rules" - 3:35
11. "Heaven and Hell" - 14:26
12. "Paranoid" - 3:23
13. "Voodoo" - 5:46
14. "Children of the Grave" - 5:05

## Integrantes
- Ronnie James Dio - Voz
- Tony Iommi - Guitarra
- Geezer Butler - Bajo
- Vinny Appice - Batería
- Geoff Nicholls - Teclados